# Kai Zen
Kai Zen è un gruppo di narratori nato nel 2003 che sviluppa progetti di scrittura collettiva come romanzi, racconti, articoli, recensioni musicali.
È formato da quattro scrittori italiani: Jadel Andreetto, Bruno Fiorini, Guglielmo Pispisa e Aldo Soliani.
Tutto il materiale prodotto dai Kai Zen viene pubblicato e diffuso in copyleft con licenza Creative Commons. Assieme ai Wu Ming costituiscono il principale esempio di collettivo che pubblica in copyleft in Italia e che ha promosso esperimenti di scrittura collettiva.
Sono stati ascritti alla corrente del New Italian Epic.

## Opere

### Opere collettive
- Ti chiamerò Russell, Bacchilega 2003, ISBN 888877503X. Romanzo totale pubblicato con il nome Wu Ming N+1, che contiene alcune parti scritte da Andreetto, Pispisa e Soliani.
- La potenza di Eymerich, Bacchilega 2004, ISBN 8888775277. Romanzo totale pubblicato dagli autori con la partecipazione di Valerio Evangelisti, Emerson Krott, Wu Ming 5 e il contributo dei navigatori della rete.  [6]
- Spauracchi, Bacchilega 2005, ISBN 8888775269. Romanzo totale pubblicato dagli autori con il contributo dei navigatori della rete.
- La strategia dell'Ariete, Arnoldo Mondadori Editore 2007, ISBN 8804564318. Romanzo ascrivibile alla corrente del New Weird o del "New Italian Epic"[5]
- Delta Blues, Edizione Ambiente - Verdenero 2010, ISBN 9788896238639

### Opere soliste
- Multiplo, Bacchilega 2004, ISBN 8888775153, di Guglielmo Pispisa.
- Città perfetta, Giulio Einaudi Editore 2005, ISBN 8806175467, di Guglielmo Pispisa.
- Bologna Operaia - Inchiesta fra i metalmeccanici, Socialmente 2007, ISBN 8895265009, di Jadel Andreetto.
- Mi Buenos Aires querido, Schiaffo Edizioni 2007, di Jadel Andreetto
- Gaijin, Schiaffo Edizioni 2007, di Guglielmo Pispisa
- La Terza Metà, Marsilio Editori 2008, ISBN 8831795953, di Guglielmo Pispisa
- Il Cristo Ricaricabile, Meridiano Zero 2012, ISBN 9788882372484, di Guglielmo Pispisa
- Voi non siete qui, Il Saggiatore 2014, ISBN 9788842819592, di Guglielmo Pispisa
- Vuelvo al Sur, Modo Infoshop 2016, di Jadel Andreetto
- Russia centrale in pedalò, Modo Infoshop 2017, di Guglielmo Pispisa

### Opere del duo Andreetto-Pispisa
- Tutta quella brava gente, Rizzoli 2019, con l'eteronimo Marco Felder
- La parola amore uccide, Rizzoli 2022.

### Podcast
- Morte di un giallista bolzanino, podcast in 4 puntate, Rai Alto Adige, Studio Banshee, Riff Records, 2022

### Racconti, saggistica e varia
- Altrove/Giochi-n°3, Bacchilega, 2004. Contiene un saggio di Bruno Fiorini e un gioco di ruolo di Kai Zen.
- Sangue corsaro nelle vene, Bacchilega, 2005, ISBN 8888775382. Contiene un racconto di Kai Zen.
- Il senso del tempo: società, scienze, tecnologie, Csipiemonte 2006, ISBN 9788890161933. Contiene un saggio di Kai Zen.
- Tutti giù all'inferno, Giulio Perrone Editore 2007, ISBN 8860040973. Contiene un racconto di Jadel Andreetto e Guglielmo Pispisa.
- Sputi, Bacchilega 2008, ISBN 8888775765. Contiene un racconto di Jadel Andreetto
- Morale della favola, Purple Press 2009, ISBN 9788895903309. Contiene un racconto di Kai Zen.
- Pop Filosofia, Il Nuovo Melangolo 2010, ISBN 9788870187618. Contiene un saggio di Jadel Andreetto.
- Resistenze in Cirenaica, I Quaderni di Cirene 1, Senza BlackJack 2016. Contiene un racconto di Jadel Andreetto.
- Resistenze in Cirenaica, I Quaderni di Cirene 3, Senza BlackJack 2017. Contiene un racconto reportage di Jadel Andreetto.
- Pensare l’Alto Adige 2, Alphabeta Verlag, 2018, ISBN 9788872233276. Contiene un racconto reportage di Jadel Andreetto.
- Cronache dalla Polvere, Bompiani, 2019, ISBN 9788830100220 Mosaic Novel a cura di Jadel Andreetto.
- Nel sottosopra degli anni Ottanta, Derive e Approdi, 2024, ISBN 9788865485323. Contiene un saggio di Jadel Andreetto.
- Messina scrive, Di Nicolò edizioni, 2024 ISBN 9791254870877. Contiene il racconto Faroponte (La piccola vedetta siciliana) di Guglielmo Pispisa.

### Musica
Due membri di Kai Zen – Andreetto (basso e voce) e Fiorini (chitarra) – fanno anche parte del Bhutan Clan, rock band nata per sonorizzare testi letterari e accompagnare letture sceniche. In collaborazione con Wu Ming 1 hanno scritto lo spettacolo Radio Ufo 78 tratto dai romanzi Ufo 78 di Wu Ming e Tutta quella brava gente di Andreetto e Pispisa. 

### Film
Südtirock, Riff VIdeo, RAI Alto Adige, 2024, un documentario di Jadel Andreetto e Armin Ferrari.  